# Дамасио, Антонио
Антонио Дамасио (порт. António Damásio) — американский нейробиолог португальского происхождения. Заведующий кафедрой нейробиологии имени Дэвида Дорнсайфа в Университете Южной Калифорнии. Ранее в течение 20 лет возглавлял кафедру неврологии в Университете Айовы. Исследования Дамасио показали, что эмоции играют центральную роль в социальном познании и принятии решений.

## Биография
В 1960-х годах изучал медицину в Лиссабонского университета; в 1974 году там же прошел ординатуру по неврологии и получил докторскую степень. Занимался изучением поведенческой неврологии под руководством Нормана Гешвинда из Центра исследований афазии в Бостоне.
Основная область исследований Дамасио — нейробиология, в частности, нейронные системы, лежащие в основе эмоций, принятия решений, памяти, языка и сознания.
Сформулировал гипотезу соматических маркеров о том, как эмоции участвуют в принятии решений (часто неосознанно). По предположению Домасио, эмоции обеспечивают основу для социального познания и необходимы для процессов самопознания.

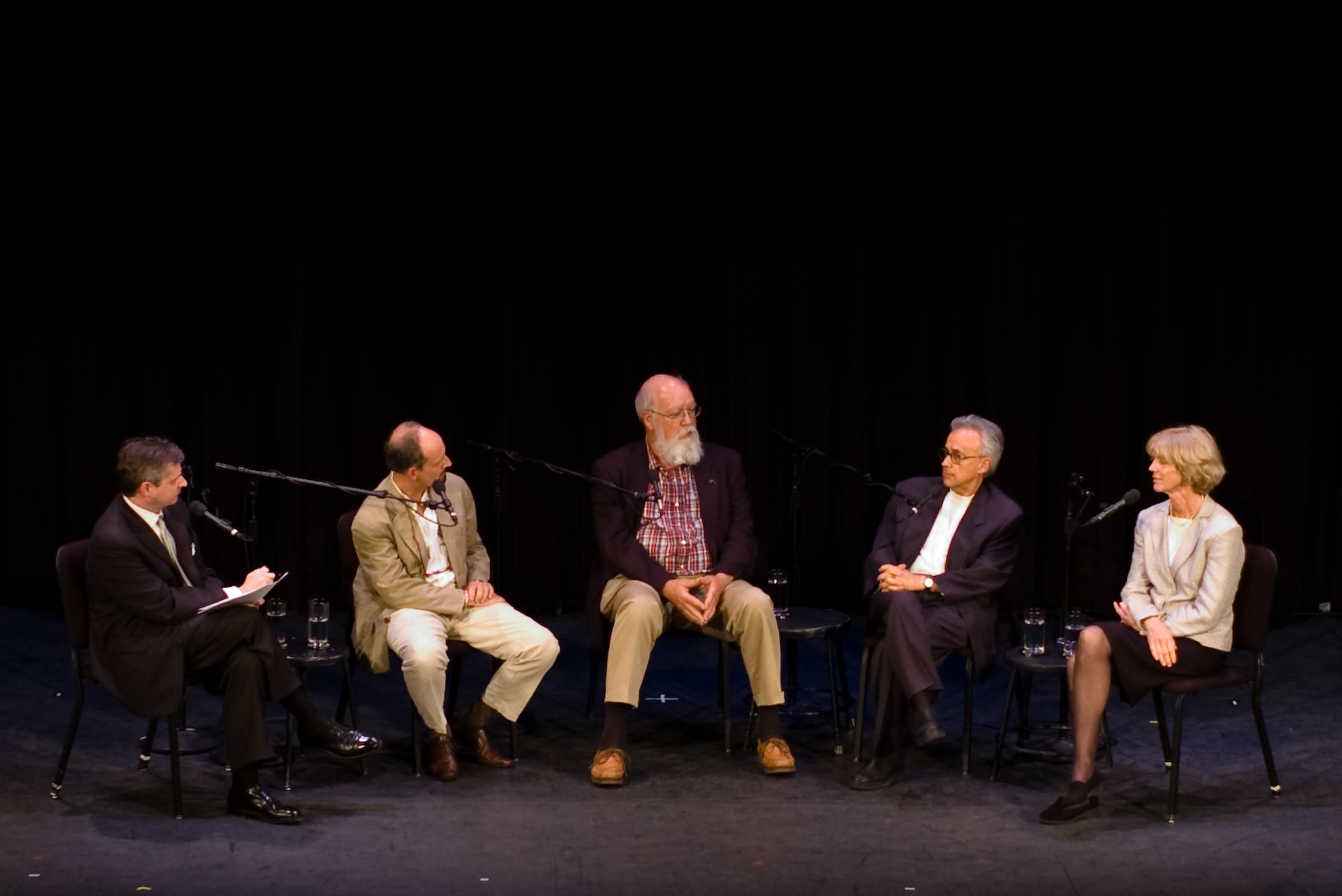
Дамасио в 2008 году (2-й справа).

Гипотеза соматических маркеров вдохновила множество нейробиологических экспериментов, проведенных в лабораториях США и Европы, и оказала большое влияние на современную науку и философию. Институт научной информации назвал Дамасио одним из самых цитируемых исследователей за последнее десятилетие. Текущие исследования в области биологии моральных решений, нейроэкономики, социальной коммуникации и наркомании находятся под сильным влиянием гипотезы Дамасио. В статье, опубликованной в Архиве научной психологии в 2014 году, Дамасио назван одним из 100 самых выдающихся психологов современности. В июньско-июльском номере журнала Sciences Humaines Дамасио был включен в список 50 ключевых мыслителей в области гуманитарных наук последних двух столетий.
Выдвинул предположение о том, что эмоции являются частью гомеостатической регуляции и основаны на механизмах вознаграждения/наказания. Он восстановил точку зрения Уильяма Джеймса на чувства как на считывание состояний тела, но расширил ее с помощью устройства «as-if-body-loop», которое позволяет моделировать субстрат чувств, предвосхищая процесс моделирования, позже открытый зеркальными нейронами. Он экспериментально продемонстрировал, что островковая кора является важнейшей платформой для чувств, и это открытие было широко воспроизведено, а также открыл корковые и подкорковые индукционные центры для человеческих эмоций, например, в вентромедиальной префронтальной коре и миндалевидном теле. Он также продемонстрировал, что, хотя островковая кора играет важную роль в чувствах, она не является обязательной для их возникновения, что свидетельствует о том, что структуры ствола мозга играют основную роль в процессе чувствования.
Продолжил исследовать нейронную основу чувств и продемонстрировал, что, хотя островковая кора является основным субстратом этого процесса, она не является исключительной, что предполагает, что ядра ствола мозга также являются критически важными платформами . Он рассматривает чувства как необходимую основу сознания.
В другом исследовании Дамасио предположил, что архитектура коры головного мозга, от которой зависят обучение и память, включает в себя множественные иерархически организованные петли аксональных проекций, которые сходятся в определенных узлах, из которых проекции расходятся к точкам начала конвергенции (зонам конвергенции-дивергенции). Эта архитектура применима к пониманию процессов памяти и аспектов сознания, связанных с доступом к ментальному содержанию.
В книге «The Feeling of What Happens» Дамасио заложил основы «цепи приоритетов»: "бессознательная нейронная сигнализация индивидуального организма порождает существование ядра сознания, в конце цепи которого находится совесть.
Как врач, Дамсио и его коллеги изучали и лечили расстройства поведения и познания, а также расстройства движения.
Книги Дамасио посвящены взаимосвязи эмоций и их мозговых субстратов. Его книга 1994 года Descartes' Error: Emotion, Reason and the Human Brain получила премию Science et Vie, стала финалистом книжной премии Los Angeles Times и переведена более чем на 30 языков. Считается одной из самых влиятельных книг последних двух десятилетий. Его вторая книга, «The Feeling of What Happens: Body and Emotion in the Making of Consciousness» была названа одной из десяти лучших книг 2001 года по версии New York Times Book Review (The New York Times Book Review), лучшей книгой года по версии Publishers Weekly и выдержала более 30 зарубежных изданий. На основе единичного эксперимента Дамасио предположил, что эмоции относятся к автоматическим жизненным процессам организма и, таким образом, могут распознаваться человеком без какой-либо формы памяти. В 2003 году за этой работой последовала публикация книги «Looking for Spinoza: Joy, Sorrow, and the Feeling Brain» . В ней Дамасио предположил, что взгляды философа Баруха Спинозы предвосхитили открытия в области биологии и взгляды нейронауки на проблему взаимоотношений разума и тела, и что Спиноза был протобиологом. Книга Дамасио «Self Comes to Mind: Constructing the Conscious Brain» содержит гипотезу о том, что «я» является ключом к сознанию и что чувства, от первичных до хорошо известных эмоций, являются основными элементами в построении прото-я и ядра «я». Книга получила Международную книжную премию Коринна.
Дамасио является членом Американской академии искусств и наук, Национальной академии медицины и Европейской академии наук и искусств. Также является лауреатом нескольких премий, среди которых премия Грэвемейера, премия принца Астурийского в области науки и технологий и медаль Бомонта от Американской медицинской ассоциации. Он также получил докторские степени в университетах Аахена, Копенгагена, Лейдена, Барселоны, Коимбры, Лёвена и многих других.
В 2013 году в Лиссабоне была открыта Escola Secundária Antonio Damásio. В 2017 году был назначен членом Государственного совета Португалии, сменив Антониу Гутерриша, 9-го Генерального секретаря Организации Объединенных Наций.

## Семья
Женат на Ханне Дамасио — выдающемся нейробиологе, которая является профессором нейробиологии в Университете Южной Калифорнии и директором Центра нейровизуализации Дорнсайфа.

## Избранная библиография

### Книги
- Descartes' Error: Emotion, Reason, and the Human Brain, Putnam, 1994; revised Penguin edition, 2005
- The Feeling of What Happens: Body and Emotion in the Making of Consciousness, Harcourt, 1999
- Looking for Spinoza: Joy, Sorrow, and the Feeling Brain, Harcourt, 2003
- Self Comes to Mind: Constructing the Conscious Brain, Pantheon, 2010. ISBN 978-1-5012-4695-1
- The Strange Order of Things: Life, Feeling, and the Making of Cultures,[18][19] Pantheon, 2018.
- Feeling and Knowing: Making Minds Conscious, Pantheon, 2021

### Избранные статьи
- Fox G.R.; Kaplan J.; Damasio H.; Damasio A. (2015). Neural correlates of gratitude. Frontiers in Psychology. 6 (1491): 1491. doi:10.3389/fpsyg.2015.01491. PMC 4588123. PMID 26483740.
- Sachs M.; Damasio A.; Habibi A. (2015). The pleasures of sad music: a systematic review. Frontiers in Human Neuroscience. 9 (404): 1–12. doi:10.3389/fnhum.2015.00404. PMC 4513245. PMID 26257625.
- Man K.; Damasio A.; Meyer K.; Kaplan J.T. (2015). Convergent and invariant object representations for sight, sound, and touch. Human Brain Mapping. 36 (9): 3629–3640. doi:10.1002/hbm.22867. PMC 6869094. PMID 26047030.
- Habibi A.; Damasio A. (2014). Music, feelings and the human brain. Psychomusicology: Music, Mind and Brain. 24 (1): 92–102. doi:10.1037/pmu0000033.
- Man K, Kaplan JT, Damasio H, Damasio A (2013-10-28). Neural convergence and divergence in the mammalian cerebral cortex: from experimental neuroanatomy to functional neuroimaging. Journal of Comparative Neurology. 521 (18): 4097–4111. doi:10.1002/cne.23408. PMC 3853095. PMID 23840023.
- Araujo HP, Kaplan JT, Damasio A (2013-09-04). Cortical midline structures and autobiographical-self processes: an activation-likelihood estimation (ALE) meta-analysis. Frontiers in Human Neuroscience. 7: 548. doi:10.3389/fnhum.2013.00548. PMC 3762365. PMID 24027520.
- Damasio, A; Carvalho, GB (2013). The nature of feelings: Evolutionary and neurobiological origins. Nature Reviews. Neuroscience. 14 (2): 143–52. doi:10.1038/nrn3403. PMID 23329161. S2CID 35232202.
- Damasio A, Damasio H, Tranel D (2012). Persistence of feelings and sentience after bilateral damage of the insula. Cerebral Cortex. 23 (4): 833–46. doi:10.1093/cercor/bhs077. PMC 3657385. PMID 22473895.
- Feinstein J, Adolphs R, Damasio A, Tranel D (2011). The human amygdala and the induction and experience of fear. Current Biology. 21 (1): 1–5. Bibcode:2011CBio...21...34F. doi:10.1016/j.cub.2010.11.042. PMC 3030206. PMID 21167712.
- Meyer K, Kaplan JT, Essex R, Damasio H, Damasio A (2011). Seeing touch is correlated with content-specific activity in primary somatosensory cortex. Cerebral Cortex. 21 (9): 2113–2121. doi:10.1093/cercor/bhq289. PMC 3155604. PMID 21330469.
- Meyer K, Kaplan JT, Essex R, Webber C, Damasio H, Damasio A (2010). Predicting visual stimuli based on activity in auditory cortices. Nature Neuroscience. 13 (6): 667–668. doi:10.1038/nn.2533. PMID 20436482. S2CID 8226089.
- Meyer K, Damasio A (2009). Convergence and divergence in a neural architecture for recognition and memory. Trends in Neurosciences. 32 (7): 376–382. doi:10.1016/j.tins.2009.04.002. PMID 19520438. S2CID 205403597.
- Immordino-Yang MH, McColl A, Damasio H, Damasio A (2009). Neural correlates of admiration and compassion. Proceedings of the National Academy of Sciences of the United States of America. 106 (19): 8021–8026. doi:10.1073/pnas.0810363106. PMC 2670880. PMID 19414310.
- Damasio A, Meyer K (2008). Behind the looking glass. Nature. 454 (7201): 167–168. Bibcode:2008Natur.454..167D. doi:10.1038/454167a. PMID 18615070. S2CID 200767224.
- Parvizi J, Van Hoesen G, Buckwalter J, Damasio A (2006). Neural connections of the posteromedial cortex in the macaque: Implications for the understanding of the neural basis of consciousness. Proceedings of the National Academy of Sciences of the United States of America. 103 (5): 1563–1568. doi:10.1073/pnas.0507729103. PMC 1345704. PMID 16432221.
- Shiv B, Lowenstein G, Bechara A, Damasio H, Damasio A (2005). Investment behavior and the negative side of emotion. Psychological Science. 16 (6): 435–439. doi:10.1111/j.0956-7976.2005.01553.x. PMID 15943668. S2CID 11590885.
- Parvizi J, Damasio AR (2003). Neuroanatomical correlates of brainstem coma. Brain. 126 (Pt 7): 1524–1536. doi:10.1093/brain/awg166. PMID 12805123.
- Parvizi J, Damasio AR (2001). Consciousness and the brainstem. Cognition. 79 (1–2): 135–160. doi:10.1016/S0010-0277(00)00127-X. PMID 11164026. S2CID 205872101.
- Damasio AR, Grabowski TJ, Bechara A, Damasio H, Ponto LL, Parvizi J, Hichwa RD (2000). Subcortical and cortical brain activity during the feeling of self-generated emotions. Nature Neuroscience. 3 (10): 1049–1056. doi:10.1038/79871. PMID 11017179. S2CID 3352415.
- Damasio AR. (1999). How the brain creates the mind. Scientific American. 281 (6): 74–79. Bibcode:1999SciAm.281f.112D. doi:10.1038/scientificamerican1299-112. PMID 10614073.
- Damasio AR (1998). Investigating the biology of consciousness. Philosophical Transactions of the Royal Society of London. Series B: Biological Sciences. 353 (1377): 1879–1882. doi:10.1098/rstb.1998.0339. PMC 1692416. PMID 9854259.
- Bechara A, Damasio H, Tranel D, Damasio AR (1997). Deciding advantageously before knowing the advantageous strategy. Science. 275 (5304): 1293–1294. doi:10.1126/science.275.5304.1293. PMID 9036851. S2CID 4942279.
- Damasio AR. (1996). The somatic marker hypothesis and the possible functions of the prefrontal cortex. Philosophical Transactions of the Royal Society of London. Series B: Biological Sciences. 351 (1346): 1413–1420. doi:10.1098/rstb.1996.0125. PMID 8941953. S2CID 1841280.
- Bechara A, Damasio AR, Damasio H, Anderson S (1994). Insensitivity to future consequences following damage to human prefrontal cortex. Cognition. 50 (1–3): 7–15. doi:10.1016/0010-0277(94)90018-3. PMID 8039375. S2CID 204981454.
- Adolphs R, Tranel D, Damasio AR (1994). Impaired recognition of emotion in facial expressions following bilateral damage to the human amygdala. Nature. 372 (6507): 669–672. Bibcode:1994Natur.372..669A. doi:10.1038/372669a0. PMID 7990957. S2CID 25169376.
- Damasio AR, Tranel D (1993). Nouns and verbs are retrieved with differently distributed neural systems. Proceedings of the National Academy of Sciences of the United States of America. 90 (11): 4957–4960. Bibcode:1993PNAS...90.4957D. doi:10.1073/pnas.90.11.4957. PMC 46632. PMID 8506341.
- Damasio A, Tranel D, Damasio H (1990). Face agnosia and the neural substrates of memory. Annual Review of Neuroscience. 13: 89–109. doi:10.1146/annurev.ne.13.030190.000513. PMID 2183687.
- Damasio AR. (1989). Time-locked multiregional retroactivation: A systems level proposal for the neural substrates of recall and recognition. Cognition. 33 (1–2): 25–62. CiteSeerX 10.1.1.308.6140. doi:10.1016/0010-0277(89)90005-X. PMID 2691184. S2CID 34115898.
- Tranel D, Damasio A (1985). Knowledge without awareness: An autonomic index of facial recognition by prosopagnosics. Science. 228 (21): 1453–1454. Bibcode:1985Sci...228.1453T. doi:10.1126/science.4012303. PMID 4012303.
- Hyman B, Van Hoesen GW, Damasio A, Barnes C (1984). Alzheimer's disease: Cell-specific pathology isolates the hippocampal formation. Science. 225 (4667): 1168–1170. Bibcode:1984Sci...225.1168H. doi:10.1126/science.6474172. PMID 6474172.
- Damasio A, Geschwind N (1984). The neural basis of language. Annual Review of Neuroscience. 7: 127–147. doi:10.1146/annurev.ne.07.030184.001015. PMID 6370077.
- Anderson SW, Bechara A, Damasio H, Tranel D, Damasio AR (1999). Impairment of social and moral behaviour related to early damage in human prefrontal cortex. Nature Neuroscience. 2 (11): 1032–1037. doi:10.1038/14833. PMID 10526345. S2CID 204990285.